# Біосоціологія
Біосоціоло́гія — система поглядів на громадське життя, заснована на законах еволюції органічної природи. Як наука — виникла на стикові соціології та біології. Інша назва — соціобіологія. Біосоціологія робить спроби пояснити розвиток і проблеми людського суспільства з точки зору принципів біології, зокрема теорії еволюції Дарвіна тощо.
Біосоціологія виникла у другій половині 70-х років 20 століття завдяки працям професора Гарвардського університету Едварда Осборна Вілсона: «Соціобіологія: новий синтез» (1975); «Про людську природу» (1978); «Біо-філія» (1984); «Гени, розум і культура. Процес коеволюції» (1981) «Прометеїв вогонь» (1983) — у співавторстві з Ч. Ламзденом.
У цих працях Вілсон стверджує: у людини, включаючи її мораль, культуру, соціальні інститути, не може бути жодних проявів, які суперечили б її біологічній природі. Біологічна еволюція є фундаментом і супутнім процесом соціальної та культурної еволюції.
Після опублікування першої книги Вілсона виявилося, що у соціобіологіі є чимало опонентів, які вказували на ряд її помилкових або бездоказових тез. Зокрема, зазначалося, що, претендуючи на відкриття «кінцевих» мотивів багатьох людських вчинків, соціобіологія без достатніх на те підстав робить спроби вирішити деякі важливі наукові, соціальні та філософські проблеми.
Соціобіологія неоднозначно була сприйнята і широким громадським загалом на Заході. На характер її сприйняття значний вплив зробила негативна реакція ліберальних інтелектуалів на біологоцістичні спекуляції реакційних євгеніків, расистів та нацистів.
Також доволі негативно спочатку біосоціологію сприйняли марксисти у країнах соцтабору.
Новизна пропонованих соціобіологією ідей полягає от у чому. За визначенням Едварда Вілсона, соціобіологія являє собою «поширення принципів популяційної біології та еволюційної теорії на соціальну організацію». У межах окресленого поля дослідження вчений формулює два основних постулати. Перший — у виду (включаючи особу) не може бути «трансцендентальних» цілей, що виникли поза його власною біологічною природою. Людину не можна вважати біологічною машиною, але їй притаманні біологічні механізми, які не допускають цілей і соціальних дій, що були б супротивні її біологічній природі. Другий — особливості природи людини — лише мала частина природи інших видів, більшість стереотипних форм поведінки людини властиві іншим живим істотам, а в багатьох аспектах (наприклад, щодо кооперації, поділу праці, альтруїстичної поведінки) люди поступаються співтовариствам комах.
У біологічному плані соціобіологія виникла на базі еволюційної теорії Чарлза Дарвіна, а також сучасних біологічних дисциплін. З числа видатних сучасних генетиків, які заклали, за словами соціобіологов, основи напрямку, перш за все називають ім'я англійця В. Д. Гамільтона.
Проте сьогодні біосоціологія вже окріпла, як наука. Видаються підручники з біосоціології. Соціологія породила також нові напрямки наук, наприклад — біополітику.